# Montastruc-Savès
Montastruc-Savès là một xã thuộc tỉnh Haute-Garonne trong vùng Occitanie tây nam nước Pháp. Xã này nằm ở khu vực có độ cao trung bình 303 mét trên mực nước biển..